# MRT支線
MRT支線（MRTしせん、英文表記: Branch Line）は、シンガポールのMRT東西線の支線として運行されていた路線である。現在は、南北線の一部に編入されている。ラインカラーは、北行きが■黄褐色、南行きが■茶色であった。

## 概要
1990年3月10日、南北線の第2期B区間としてジュロン・イースト駅からチョア・チュー・カン駅までの4駅、6.5kmを結ぶ路線として開業した。南北線は、マリーナ・ベイ駅からイーシュン駅までしか開業しておらず、ジュロン・イースト駅は、東西線との接続駅であり、東西線の支線となっていた。1996年2月10日、チョア・チュー・カン駅からイーシュン駅までの延伸線が開業し、当該路線は南北線の一部に編入され本線となった。

## 沿革
- 1990年3月10日　ジュロン・イースト駅からチョア・チュー・カン駅までの4駅が支線として開業した。
- 1996年2月10日　南北線の一部に編入された。

## 車輌
- C151
- C651

## 駅一覧
| 駅番号 | 駅名                   | 駅名          | 駅名         | 駅名     | 接続路線・備考 |
| 駅番号 | 日本語                 | 英語          | 簡体字中国語 | タミル語 | 接続路線・備考 |
| ------ | ---------------------- | ------------- | ------------ | -------- | -------------- |
| W9     | ジュロン・イースト駅   | Jurong East   | 裕廊东站     | ஜூரோங் கிழக்கு | ■東西線        |
| B1     | ブキ・バトック駅       | Bukit Batok   | 武吉巴督站   | புக்கிட் பாத்தே |                |
| B2     | ブキ・ゴンバック駅     | Bukit Gombak  | 武吉甘柏站   | புக்கிட்கொம்பாக் |                |
| B3     | チョア・チュー・カン駅 | Choa Chu Kang | 蔡厝港站     | சுவா சூ காங்  |                |